# 기요카와 히로유키
기요카와 히로유키(일본어: 清川 浩行, 1967년 6월 3일 ~ )는 일본의 전 축구 선수, 감독이다.

## 구단 경력
1986년부터 1994년까지 가시와 레이솔에서 뛰었다.

## 지도자 경력
2016년부터 2017년까지 로아소 구마모토에서 감독을 맡았다.